# Saqueo de Torreblanca
El saqueo de Torreblanca fue un episodio que desencadenó la llamada Armada Santa donde se enfrentarán contingentes procedentes de la Corona de Aragón y grupos originarios de los territorios del Magreb controlados por dinastías berberiscas (hafsidas, zayyaníes, etc) a finales del siglo XIV.

## El saqueo
El 24 de agosto de 1397, Torreblanca fue saqueada por una flota de cuatro galeras piratas berberiscos de Bugia, que pasaron por Baleares y Columbretes, que se llevaron una custodia con la Hostia Consagrada y 108 prisioneros.

## Consecuencias
El rey Martín el Humano, absorbido en esos momentos financieramente por otras empresas, avala y apoya políticamente la iniciativa, y otro tanto hará el papa de Aviñón, Benedicto XIII, el aragonés Papa Luna, mediante la promulgación de la bula de cruzada (marzo de 1398). Todo ello llevará a reunir la adhesión de otras villas y ciudades que suman recursos, y aportan en la recaudación de fondos y en el reclutamiento de tropa y naves que favoreció el ataque a Tedelis promovido desde la ciudad de Valencia y secundado por otros lugares del reino de Valencia y de Mallorca. La expedición contó con el apoyo del Papa Luna que promulgó una bula de cruzada que favoreció la adhesión y la obtención de recursos y dinero. El resultado fue una flota que se concentró en Ibiza, reuniendo 70 naves y 7.500 cruzados. Zarpando en agosto y saquearon Tedelis, donde murieron 1000 vecinos y otros 300 fueron hechos cautivos. 
Tras atacar las costas africanas, la expedición se dirigió a continuación a Aviñón para tratar de liberar a Benedicto XIII del asedio al que le tenía sometido Godofredo Boucicault en su palacio en el contexto del Cisma de Occidente. Francia en 1398 se había manifestado contrario a Benedicto XIII y puso a la Iglesia en Francia bajo control del poder real al mismo tiempo que el monarca retiraba su obediencia al Papa. Aunque la flota no pudo remontar el Ródano dado el bajo caudal del río, consiguió que se concediera una tregua de tres meses a los sitiados.
El rey negoció la recuperación de la custodia a cambio de algunos de los 300 prisioneros. Durante el saqueo, que se había realizado en dos grupos (valencianos por un lado, mallorquines, por el otro) no hubo miramiento contra las propiedades que numerosos mercaderes mallorquines poseían en la ciudad. Esto produjo altercados entre ambas facciones que favoreció una reacción de los vecinos de Tedelis y en el contraataque fallecía el comandante mallorquín, Hugo de Anglesola junto a algunos destacados caudillos cristianos.
Al año siguiente, se decide repetir una nueva expedición, pero en esta vez será contra Bona en territorio háfsida.